# Лэмб, Дорон
Дорон Эммануэль Кэлвин Лэмб (англ. Doron Emmanuel Calvin Lamb; родился 6 ноября 1991 года в Куинсе, Нью-Йорк, США) — американский профессиональный баскетболист, играющий на позиции атакующего защитника.

## Спортивная карьера

### Школа
Лэмб родился в Куинсе, Нью-Йорк. Он окончил академию Ок-Хилл в Виргинии.

### Колледж
В 2010 году Дорон поступил в Университет Кентукки. В регулярном сезоне 2011/2012 «Дикие коты» выиграли 30 игр и потерпели лишь одно поражение. С 24 января 2012 года команда прочно закрепилась на первом номере в общенациональном рейтинге AP. В плей-офф Юго-Восточной конференции «Кентукки» дошли до финала, где уступили команде Университета Вандербильта. На турнире NCAA Университет Кентукки уверенно выиграл все игры и 2 апреля стал чемпионом студенческого сезона. 18 апреля все пять игроков стартовой пятёрки «Диких котов» (Лэмб, Майкл Кидд-Гилхрист, Маркиз Тиг, Терренс Джонс и Энтони Дэвис) выставили свои кандидатуры на драфт НБА 2012 года.

### НБА
28 июня 2012 года Лэмб был выбран под 42-м номером на драфте НБА 2012 года командой «Милуоки Бакс».
Выступал за «Орландо Мэджик в сезоне 2013/2014 годов. В июне 2014 года «Орландо» расторг его контракт. 22 сентября 2014 года Лэмб подписал соглашение с «Даллас Маверикс», приняв участие в тренировочном лагере команды, однако 25 октября оно было разорвано.

### Европа
25 ноября 2015 года он подписал контракт с черногорским клубом «Будучност». Вскоре он покинул клуб, проведя за него в общей сложности 3 матча, а 23 декабря он перешёл в турецкий Коньяспор. Однако через два дня он был отчислен, из-за проваленного медицинского осмотра. 8 февраля 2016 года итальянский клуб «Торино» подписал с ним просмотровый контракт.

## Статистика

### Статистика в НБА
| Сезон                                                                                    | Команда | Регулярный сезон | Регулярный сезон | Регулярный сезон | Регулярный сезон | Регулярный сезон | Регулярный сезон | Регулярный сезон | Регулярный сезон | Регулярный сезон | Регулярный сезон | Регулярный сезон | Серия плей-офф | Серия плей-офф | Серия плей-офф | Серия плей-офф | Серия плей-офф | Серия плей-офф | Серия плей-офф | Серия плей-офф | Серия плей-офф | Серия плей-офф | Серия плей-офф |
| Сезон                                                                                    | Команда | GP               | GS               | MPG              | FG%              | 3P%              | FT%              | RPG              | APG              | SPG              | BPG              | PPG              | GP             | GS             | MPG            | FG%            | 3P%            | FT%            | RPG            | APG            | SPG            | BPG            | PPG            |
| ---------------------------------------------------------------------------------------- | ------- | ---------------- | ---------------- | ---------------- | ---------------- | ---------------- | ---------------- | ---------------- | ---------------- | ---------------- | ---------------- | ---------------- | -------------- | -------------- | -------------- | -------------- | -------------- | -------------- | -------------- | -------------- | -------------- | -------------- | -------------- |
| 2012/13                                                                                  | Милуоки | 23               | 0                | 12,2             | 34,7             | 25,0             | 53,3             | 0,7              | 0,9              | 0,3              | 0,0              | 3,4              | Не участвовал  | Не участвовал  | Не участвовал  | Не участвовал  | Не участвовал  | Не участвовал  | Не участвовал  | Не участвовал  | Не участвовал  | Не участвовал  | Не участвовал  |
| 2012/13                                                                                  | Орландо | 24               | 0                | 12,4             | 39,7             | 47,6             | 63,2             | 1,2              | 0,5              | 0,3              | 0,0              | 3,2              | Не участвовал  | Не участвовал  | Не участвовал  | Не участвовал  | Не участвовал  | Не участвовал  | Не участвовал  | Не участвовал  | Не участвовал  | Не участвовал  | Не участвовал  |
| 2013/14                                                                                  | Орландо | 53               | 0                | 13,1             | 39,4             | 40,0             | 80,6             | 0,9              | 0,8              | 0,2              | 0,0              | 3,6              | Не участвовал  | Не участвовал  | Не участвовал  | Не участвовал  | Не участвовал  | Не участвовал  | Не участвовал  | Не участвовал  | Не участвовал  | Не участвовал  | Не участвовал  |
|                                                                                          | Всего   | 100              | 0                | 12,7             | 38,1             | 39,4             | 70,0             | 1,0              | 0,8              | 0,2              | 0,0              | 3,5              | Не участвовал  | Не участвовал  | Не участвовал  | Не участвовал  | Не участвовал  | Не участвовал  | Не участвовал  | Не участвовал  | Не участвовал  | Не участвовал  | Не участвовал  |
| Наведите курсор мыши на аббревиатуры в заголовке таблицы, чтобы прочесть их расшифровку. |         |                  |                  |                  |                  |                  |                  |                  |                  |                  |                  |                  |                |                |                |                |                |                |                |                |                |                |                |

### Статистика в колледже
| Сезон                                                                                   | Команда  | GP | GS | MPG  | FG%  | 3P%  | FT%  | RPG | APG | SPG | BPG | PPG  |  |
| --------------------------------------------------------------------------------------- | -------- | -- | -- | ---- | ---- | ---- | ---- | --- | --- | --- | --- | ---- |  |
| 2010/11                                                                                 | Кентукки | 38 | 15 | 28,4 | 49,7 | 48,6 | 79,0 | 2,0 | 1,6 | 0,6 | 0,2 | 12,3 |  |
| 2011/12                                                                                 | Кентукки | 40 | 35 | 31,2 | 47,4 | 46,6 | 82,6 | 2,7 | 1,5 | 0,5 | 0,1 | 13,7 |  |
|                                                                                         | Всего    | 78 | 50 | 29,8 | 48,5 | 47,5 | 81,1 | 2,3 | 1,6 | 0,5 | 0,1 | 13,1 |  |
| Наведите курсор мыши на аббревиатуры в заголовке таблицы, чтобы прочесть их расшифровку |          |    |    |      |      |      |      |     |     |     |     |      |  |

### Статистика в Д-Лиге
| Сезон                                                                                    | Команда    | Регулярный сезон | Регулярный сезон | Регулярный сезон | Регулярный сезон | Регулярный сезон | Регулярный сезон | Регулярный сезон | Регулярный сезон | Регулярный сезон | Регулярный сезон | Регулярный сезон | Серия плей-офф | Серия плей-офф | Серия плей-офф | Серия плей-офф | Серия плей-офф | Серия плей-офф | Серия плей-офф | Серия плей-офф | Серия плей-офф | Серия плей-офф | Серия плей-офф |
| Сезон                                                                                    | Команда    | GP               | GS               | MPG              | FG%              | 3P%              | FT%              | RPG              | APG              | SPG              | BPG              | PPG              | GP             | GS             | MPG            | FG%            | 3P%            | FT%            | RPG            | APG            | SPG            | BPG            | PPG            |
| ---------------------------------------------------------------------------------------- | ---------- | ---------------- | ---------------- | ---------------- | ---------------- | ---------------- | ---------------- | ---------------- | ---------------- | ---------------- | ---------------- | ---------------- | -------------- | -------------- | -------------- | -------------- | -------------- | -------------- | -------------- | -------------- | -------------- | -------------- | -------------- |
| 2012/13                                                                                  | Форт-Уэйн  | 6                | 1                | 25,4             | 37,9             | 46,7             | 91,7             | 3,3              | 2,5              | 0,7              | 0,0              | 10,3             | Не участвовал  | Не участвовал  | Не участвовал  | Не участвовал  | Не участвовал  | Не участвовал  | Не участвовал  | Не участвовал  | Не участвовал  | Не участвовал  | Не участвовал  |
| 2014/15                                                                                  | Техас      | 21               | 18               | 32,6             | 49,0             | 40,0             | 86,7             | 2,6              | 2,9              | 1,0              | 0,2              | 16,6             | Не участвовал  | Не участвовал  | Не участвовал  | Не участвовал  | Не участвовал  | Не участвовал  | Не участвовал  | Не участвовал  | Не участвовал  | Не участвовал  | Не участвовал  |
| 2014/15                                                                                  | Уэстчестер | 14               | 13               | 40,0             | 39,2             | 28,4             | 87,8             | 4,4              | 2,4              | 0,6              | 0,1              | 17,7             | Не участвовал  | Не участвовал  | Не участвовал  | Не участвовал  | Не участвовал  | Не участвовал  | Не участвовал  | Не участвовал  | Не участвовал  | Не участвовал  | Не участвовал  |
|                                                                                          | Всего      | 41               | 32               | 34,1             | 43,7             | 35,8             | 87,5             | 3,3              | 2,7              | 0,8              | 0,1              | 16,0             | Не участвовал  | Не участвовал  | Не участвовал  | Не участвовал  | Не участвовал  | Не участвовал  | Не участвовал  | Не участвовал  | Не участвовал  | Не участвовал  | Не участвовал  |
| Наведите курсор мыши на аббревиатуры в заголовке таблицы, чтобы прочесть их расшифровку. |            |                  |                  |                  |                  |                  |                  |                  |                  |                  |                  |                  |                |                |                |                |                |                |                |                |                |                |                |

### Статистика в других лигах
| Сезон                                                                                   | Команда   | Лига               | GP | GS | MPG  | FG%  | 3P%  | FT%   | RPG | APG | SPG | BPG | PPG  |  |
| 2015/16                                                                                 | Все клубы | Все лиги           | 3  | 0  | 11,8 | 50,0 | 37,5 | 100,0 | 1,0 | 0,0 | 0,0 | 0,0 | 5,7  |  |
| 2015/16                                                                                 | Будучност | Кубок Европы       | 2  | 0  | 7,3  | 0,0  | 0,0  | 0,0   | 0,0 | 0,0 | 0,0 | 0,0 | 0,0  |  |
| 2015/16                                                                                 | Будучност | Адриатическая Лига | 1  | 0  | 21,0 | 75,0 | 60,0 | 100,0 | 3,0 | 0,0 | 0,0 | 0,0 | 17,0 |  |
|                                                                                         |           | Всего              | 3  | 0  | 11,8 | 50,0 | 37,5 | 100,0 | 1,0 | 0,0 | 0,0 | 0,0 | 5,7  |  |
| Наведите курсор мыши на аббревиатуры в заголовке таблицы, чтобы прочесть их расшифровку |           |                    |    |    |      |      |      |       |     |     |     |     |      |  |